# Спутник без сноса
Спутник без сноса (Zero-drag satellite или drag-free satellite) — космический аппарат, который движется только под воздействием гравитационных сил, а остальные силы, насколько это возможно, скомпенсированы работой микродвигателей. Идея их создания не является сколь-либо новой (Pugh and Lange, 1964). Они создавались начиная с самого начала космической эпохи (DISCOS, 1972). В частности, они имеют значительное военно-прикладное значение для высокоточного определения гравитационного потенциала Земли, что в свою очередь важно при наведении межконтинентальных баллистических ракет. В этом классе космических аппаратов используется тестовая масса, которая может двигаться в пространстве будучи незакреплённой, однако защищённой космическим аппаратом. Эта масса и набор приборов, регистрирующих её положение в пространстве, можно рассматривать как акселерометр, измеряющий ускорения космического аппарата. Согласованная с акселерометром работа микродвигателей позволяет аппарату придерживаться в целом близкой к идеальной траектории.

## Примеры
- LISA Pathfinder — разработки и тестирование технологий по создания спутников без сноса на небывалом уровне требований к инерционности движения аппарата. Рассматривается как часть разработок технологий в рамках исследований по созданию будущих космических гравитационно-волновых детекторов.
- Gravity Probe B — научная миссия по проверке ОТО.
- GOCE — измерение неоднородностей гравитационного поля Земли.
- GRACE — ряд проектов с целью измерения неоднородностей гравитационного поля Земли, с точностью, позволяющей выявлять вариации, вызываемые изменением климата.
- LISA и DECIGO — планируемые гравиволновые обсерватории.